# Lupinus tracyi
Lupinus tracyi är en ärtväxtart som beskrevs av Alice Eastwood. Lupinus tracyi ingår i släktet lupiner, och familjen ärtväxter. Inga underarter finns listade i Catalogue of Life.